# Claude Delisle

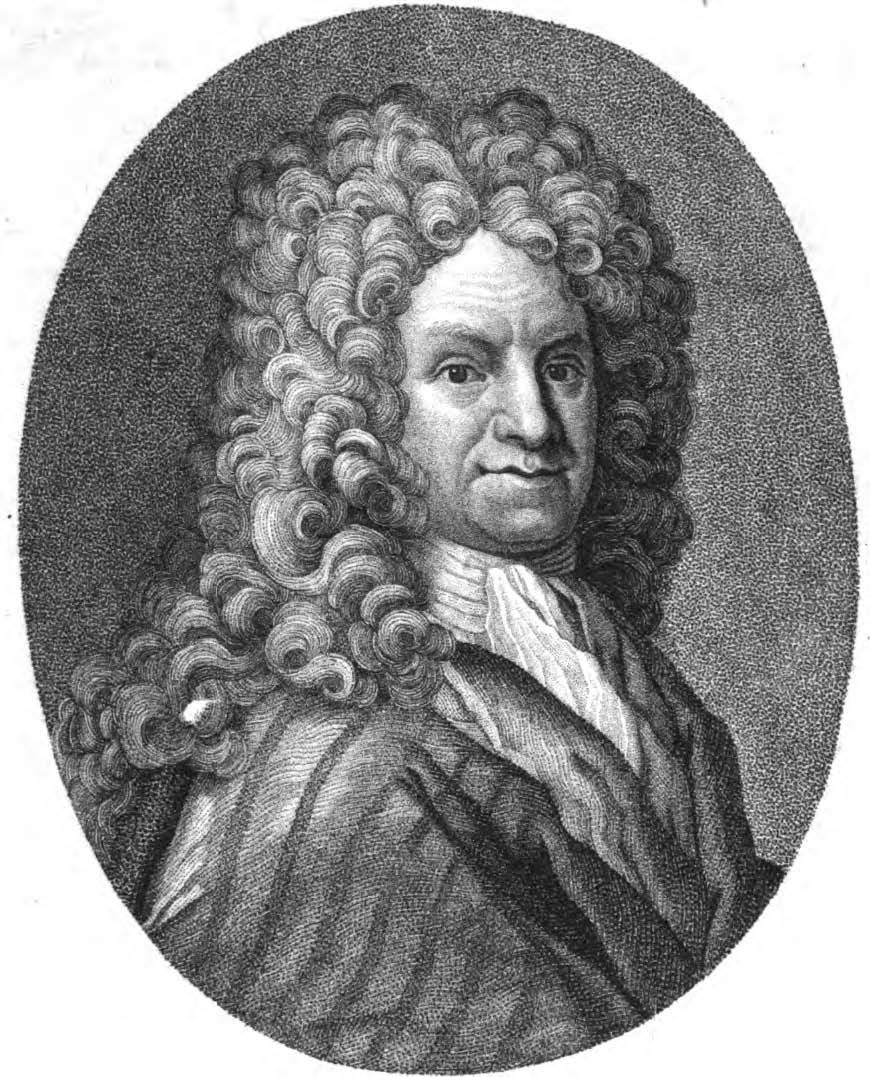
Claude Delisle

Claude Delisle oder Claude de l’Isle, latinisiert Insulanus, (* 5. November 1644 in Vaucouleurs; † 2. Mai 1720 in Paris) war ein französischer Geograph und Historiker.
Delisle war der Sohn eines Arztes in Vaucouleurs, studierte in Pont-à-Mousson Jura (mit dem Abschluss der Promotion zum Dr. jur.) und war Anwalt, bevor er sich 1674 in Paris niederließ, wo er privat mit großem Erfolg Geographie und Geschichte lehrte. Zu seinen Schülern gehörte der Herzog von Orleans und der spätere Kanzler Henri François d’Aguesseau. Später war er königlicher Zensor. Sein Hauptwerk ist eine 1731 postum erschienene Weltgeschichte. Er hinterließ auch umfangreiche Manuskripte unter anderem mit Kartenmaterial, zum Beispiel vom Golf von Mexiko.
Er hatte mit Marie Madeleine de Danois zwölf Kinder, darunter Guillaume Delisle, der das Kartenwerk seines Vaters fortsetzte und dabei mit diesem zusammenarbeitete, Simon de l’Isle de l’Hèrissel (Simon-Claude Deslisle, 1676–1726), der wie sein Vater Historiker war, Joseph Nicolas Delisle und Louis De l’Isle de la Croyère.

## Schriften
- Relation historique du royaume de Siam, Paris, 1684
- Atlas historique et généalogique, Paris, 1748
- Abrégé de l’histoire universelle depuis la création du monde jusqu’en 1714, Paris, 1731, 7 Bände